# Orlovka (Anútxinski)
Orlovka — Орловка (rus) — és un poble (un possiólok) del krai de Primórie, a l'Extrem Orient de Rússia, que en el cens del 2010 tenia 15 habitants. Pertany al districte rural d'Anútxinski.